# Comissió Mansholt

Insígnia de la Unió Europea

La Comissió Mansholt és la Comissió Europea presidida pel polític neerlandès Sicco Leendert Mansholt que va estar en el càrrec entre el 22 de març de 1972 i el 5 de gener de 1973.

## Nomenament
Successora de la Comissió Malfatti, va iniciar el seu mandat el 22 de març de 1972 i durant el seu curt mandat, el més curt de la Comissió Europea, va veure el naixement del Sistema Monetari Europeu i la primera ampliació de la Comunitat Econòmica Europea (CEE) amb la incorporació del Regne Unit, Irlanda i Dinamarca (que fou efectiva l'1 de gener de 1973). Comptà amb 9 comissaris, un per cada país de la Comunitat i dos per França, Alemanya i Itàlia. Finalitzà el seu mandat el 5 de gener de 1973, sent substituïda per la Comissió Ortoli.

## Llista de Comissaris
La taula següent indica el nombre de comissaris segons la seva alineació política:
| Afiliació  | Esquerra (PSE) | Centre (ALDE) | Dreta (PPE-DE) | Independents |
| Comissaris | Dos            | Tres          | Cap            | Quatre       |

| Cartera                                               | Comissari                | Estat         | Partit Polític |
| ----------------------------------------------------- | ------------------------ | ------------- | -------------- |
| President                                             | Sicco L. Mansholt        | Països Baixos | PvdA           |
| Vicepresident; Mercat Interior i Energia              | Wilhelm Haferkamp        | Alemanya      | independent    |
| Economia i afers financers                            | Raymond Barre            | França        | UDF            |
| Competència i Política Regional                       | Albert Borschette        | Luxemburg     | independent    |
| Treball i Assumptes Socials, Transport i Pressupostos | Albert Coppé             | Bèlgica       | independent    |
| Comerç                                                | Ralf Dahrendorf          | Alemanya      | FDP            |
| Relacions exteriors                                   | Jean-François Deniau     | França        | UDF            |
| Agricultura                                           | Carlo Scarascia-Mugnozza | Itàlia        | independent    |
| Indústria i Recerca                                   | Altiero Spinelli         | Itàlia        | PCI            |